# Singapore Sling (gruppo musicale)
I Singapore Sling sono un gruppo rock 'n' roll islandese di Reykjavík, formatosi nel 2000. La band ha pubblicato nove album in studio fino ad oggi.
I Singapore Sling sono stati fondati nella primavera del 2000 a Reykjavík, in Islanda, dal cantante, cantautore e chitarrista Henrik Björnsson, insieme all'amico chitarrista Einar Þór Kristjánsson.
Nonostante Björnsson lavorasse come barista, il nome della band non deriva dal cocktail Singapore Sling ma da un film d'arte del 1990, Singapore Sling, del regista greco Nikos Nikolaidis.

In un'intervista del giugno 2003 con VRT Radio 1, Björnsson disse:
È film greco oscuro e perverso del 1990. Non l'ho ancora trovato, quindi se conosci qualcuno che ce l'ha, fammelo sapere. Spero sia valido. Un film noir oscuro e perverso e un ragazzo che fa sesso con un cadavere. E si chiama Singapore Sling.
La formazione a quel tempo era composta da Björnsson alla voce, chitarra e tastiere, Kristjánsson alla chitarra, Þorgeir Guðmundsson al basso, Helgi Örn Pétursson alla chitarra e alle tastiere, Bjarni Friðrik Jóhannsson alla batteria e Sigurður Magnús Finnsson (alias Siggi Shaker, alias Iggi Sniff) su tamburello e maracas.
I Singapore Sling hanno pubblicato il loro primo album, The Curse of Singapore Sling, nell'agosto 2002. Dopo la release, la band si è esibita al festival musicale Iceland Airwaves, il principale festival musicale di Reykjavík. Grazie a questa performance la band ottenne la pubblicazione sull'etichetta statunitense New York Stinky Records per un'uscita in Nord America nel 2003. La band è stata in tour negli Stati Uniti e in Canada nell'estate del 2003.
Il secondo album, Life Is Killing My Rock 'N' Roll, è uscito in Islanda su Sheptone Records, e negli Stati Uniti su Stinky, promosso da un slot di supporto in un tour americano.
Sheptone ha pubblicato il terzo album della band, Taste the Blood of Singapore Sling, nel 2005. Per questo album, Björnsson, Kristjánsson e Finnsson sono stati raggiunti dal chitarrista Hákon Aðalsteinsson, dal bassista Ester Bíbí Ásgeirsdóttir e dal batterista Björn Viktorsson. Sebbene sia stato distribuito in Danimarca dall'etichetta indipendente 12 Tónar con sede a Reykjavik e Copenaghen, Taste the Blood of Singapore Sling non è stato concesso in licenza per il rilascio negli Stati Uniti. Nello stesso anno, Singapore Sling è apparso in Screaming Masterpiece, un film documentario sulla scena musicale islandese.
Poco dopo Aðalsteinsson lasciò la band per formare The Third Sound.
A partire dal 2008, Björnsson ha partecipato alla band Dead Skeletons . Ha anche formato il progetto parallelo The Go-Go Darkness in duo con sua moglie, Elsa María Blöndal, e ha pubblicato l'album Dark Heart nel 2009.
Il quarto album dei Singapore Sling, Perversity, Desperation and Death, è stato pubblicato nel 2009 da 8mm Muzik. Questo è stato seguito dal quinto della band, Singapore Sling Must Be Destroyed, nell'ottobre 2010, pubblicato da Outlier Records.
Con "Never Forever" (2011), i Singapore Sling hanno iniziato una collaborazione con l'etichetta londinese Fuzz Club Records. La formazione dal vivo è cambiata per includere il bassista Hallberg Daði Hallbergsson.
Nel 2012, la band ha suonato alla Austin Psych Fest (ora ribattezzata Levitation) e ha girato l'Europa come headliner per il Reverb Conspiracy Tour della Fuzz Club, toccando le principali capitali europee. Un altro tour è seguito a settembre-ottobre 2013, inclusa un'apparizione alla seconda edizione del Liverpool International Festival of Psychedelia.
Il nono album in studio della band, Kill Kill Kill (Songs About Nothing), è stato pubblicato il 2 febbraio 2017, sempre su Fuzz Club.

## Discografia
Album in studio
- The Curse of Singapore Sling (2002, Hitt Records/Stinky Records)
- Life Is Killing My Rock 'N' Roll (2004 Sheptone Records/Stinky Records)
- Taste the Blood of Singapore Sling (2005, Sheptone Records/12 Tónar)
- Perversity, Desperation and Death (2009, 8mm Muzik)
- Singapore Sling Must Be Destroyed (2010, Outlier Records)
- Never Forever (2011, Fuzz Club Records)
- The Tower of Foronocity (2014, Fuzz Club Records)
- Psych Fuck (2015, Fuzz Club Records)
- Kill Kill Kill (Songs About Nothing) (2017, Fuzz Club Records)
- Killer Classics (2019, Fuzz Club Records)
- Good Sick Fun with Singapore Sling (2020)

Apparizioni in compilation
- - "Curse Curse Curse" on Long Way Round (Music from the TV Series) (2004, Virgin Records)
  - "I Hate You" on Silver Monk Time: A Tribute to The Monks (2006 Play Loud! Music)
  - "Nothing Inside" on "The Reverb Conspiracy Vol. 1" (2012 Fuzz Club Records)
  - "You Drive Me Insane" on "The Reverb Conspiracy Vol. 3" (2014 Fuzz Club Records)

## Componenti
Sebbene Björnsson sia l'unico membro ufficiale,  nonché il musicista principale nelle registrazioni della band, la formazione dal vivo è cambiata rispetto alla sua incarnazione originale e, a partire da novembre 2015, è composta da:
- Henrik Björnsson – voce, chitarra e tastiere
- Einar Þór Kristjánsson – chitarra solista
- Ester Bíbí Ásgeirsdóttir – basso
- Björn Viktorsson – batteria